# رودي آلتيج
رودي آلتيج (بالألمانية: Rudi Altig)‏ (مواليد 18 مارس 1937 في مانهايم - 11 يونيو 2016)، كان دراج ألماني محترف في سباق الدراجات على المضمار وسباق الدراجات على الطريق. فاز بطواف إسبانيا 1962، كما فاز ببطولة العالم في سنة 1966. بعد الاعتزال أصبح معلقا تلفزيونيا.

## سباقات أو مراحل فاز بها
- طواف فرنسا
- طواف إسبانيا
- بطولة العالم لسباق الدراجات على الطريق
- طواف سويسرا

## روابط خارجية
- رودي آلتيج على موقع أرشيف الدراجات (الإنجليزية)
- رودي آلتيج على موقع إحصائيات الدراجات الإحترافية (الإنجليزية)
- رودي آلتيج على موقع CycleBase (الإنجليزية)